# Orgel der Pfarrkirche St. Martin (Düdelingen)

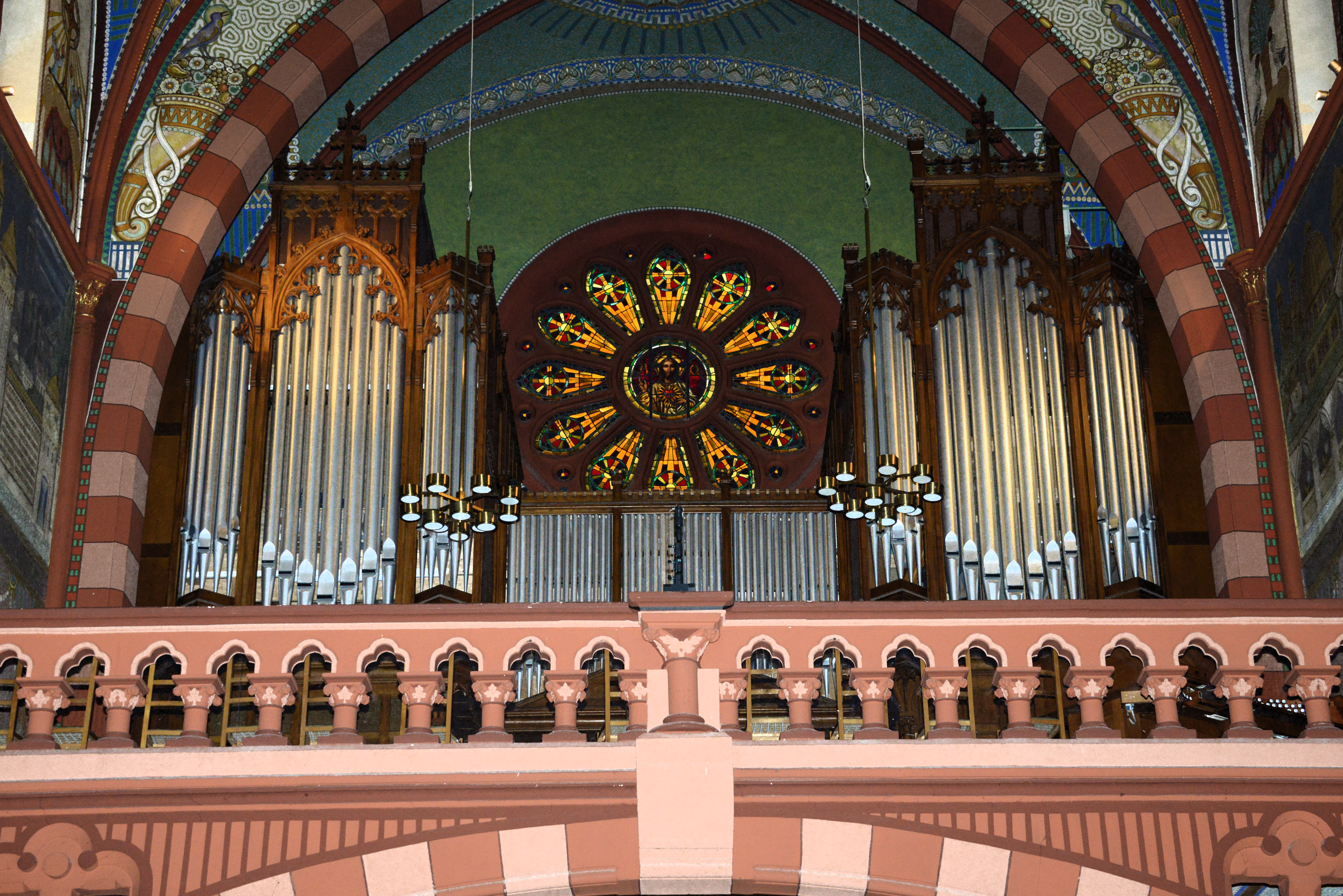
Blick auf die Orgel von St. Martin (Düdelingen)

Die Orgel der Pfarrkirche St. Martin in Düdelingen, Luxemburg, ist eine von Georg und Eduard Stahlhuth gebaute Orgel. Sie ist nach den Orgeln der Kathedrale und der Philharmonie, beide in Luxemburg-Stadt, die drittgrößte Orgel des Landes.

## Geschichte

### Ausschreibung

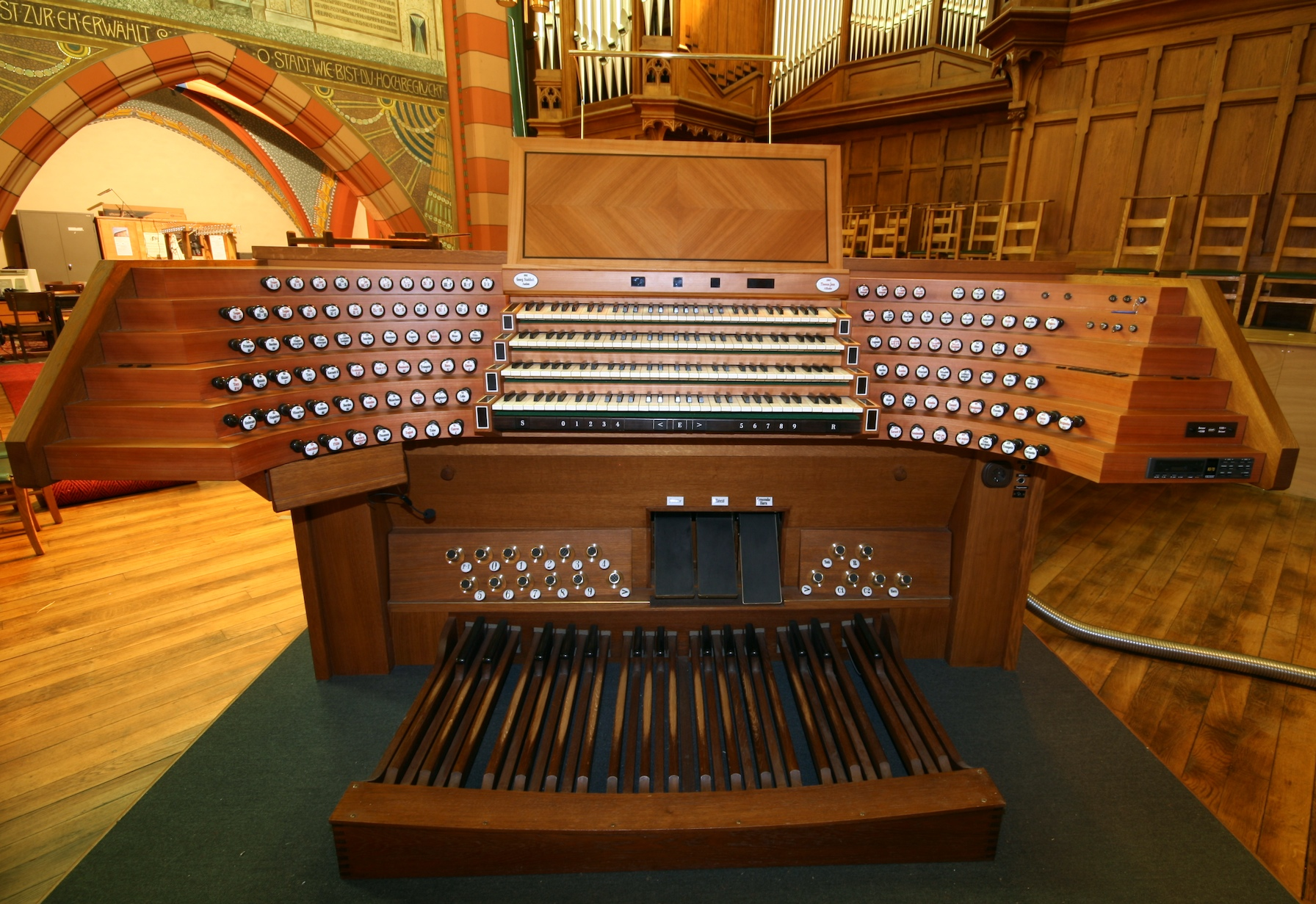
Spieltisch der Orgel

Nach dem Bau der 1904 im neogotischen Stil errichteten Pfarrkirche St. Martin beschlossen die Stadt Düdelingen und die Pfarrei, eine neue, dem Ort angemessene Orgel anzuschaffen. Eine Orgelkommission zum „Vorstudium des projektierten Orgelbaues“ wurde eigens zu diesem Zweck im Jahr 1911 eingesetzt. Die Stadt Düdelingen trat bei dem Projekt als alleiniger Auftraggeber und Finanzier auf. Dem Orgelbauer wurden hinsichtlich der Disposition der Orgel keinerlei Grenzen gesetzt, doch gab es strikte Vorgaben hinsichtlich der zu verwendenden Materialien und der allgemeinen Ästhetik:
1. Ausschreibung nach dem Internationalen Regulativ für Orgelbau;
2. Verwendung erstklassiger Materialien;
3. Ein hoher Anteil an 16′- und 8′-Registern; Verwendung typisch deutsch-romantischer Klangelemente, z. B. Rollschweller, Kegelladen und Pneumatik;
4. Anleihen aus dem englischen Orgelbau: doppelte Prinzipalbesetzung, Tuba mirabilis, Oboe 8′ englischer Konstruktion und Wassermotoren;
5. Explizit geforderte französische Eigenschaften im Hauptwerk: Trompete 8′ und Clarinette 8′;
6. Ausstattung der Orgel mit zwei Schwellkästen.[3]

### Auswahl und Fertigstellung
Von den sieben eingereichten Kostenvoranschlägen wurde nur Stahlhuths Angebot als den vorgegebenen Kriterien entsprechend angesehen. Stahlhuth war im deutschen wie im französischen Orgelbau gleich gut bewandert, stand in engem Kontakt mit dem französischen Orgelbauer Joseph Merklin und besaß nach Aufträgen und England und Irland profunde Kenntnisse der englischen Orgeltechnik. Die Orgel erhielt 45 Registern plus drei Transmissionen aus dem Schwellwerk ins Pedal, hatte Kegelladen mit pneumatischer Spiel- und Registertraktur und wies zahlreiche Anlehnungen sowohl an den französischen (z. B. überblasende Flöten und Zungen in französischer Bauform, die z. T. in Paris hergestellt waren) als auch an den englischen Orgelbau (beispielsweise die Hochdruck-Tuba mit 300 mm Winddruck) auf. Dennoch entsprang sie der deutsch-romantischen Klangästhetik:
- zahlreiche 8’-Register,
- Unterscheidung der Manuale nach Mensuren (weit, normal, eng) und ihrer Stärkegraden (f, mf, p),
- Hochdruckregister mit jeweils zwei Labien (Seraphon Gedackt 8’ und Seraphon Flöte 8’),
- Sub- und Superoktavkoppeln.

Am 28. Juli 1912 wurde die Orgel mit einem Konzert in der Düdelinger Kirche feierlich eingeweiht. Die Firma Stahlhuth sollte den Unterhalt der Orgel vertraglich übernehmen, doch ging der Betrieb nach dem Ersten Weltkrieg in fremde Hände über.

### Erweiterungen und Restaurierung
Im Sommer 1962 wurde das Instrument nach der damals vorherrschenden neobarocken Klangästhetik umgebaut und vergrößert. Unter anderem wurde eine elektrische Traktur installiert, der historische Spieltisch ersetzt, massive Veränderungen am Pfeifenwerk vorgenommen, hochklingenden Mixturen und Aliquoten hinzugefügt und der Winddruck herabgesetzt.
Nachdem die Orgel Mitte der 1990er Jahre kaum noch spielbar war, wurde sie 2002 von der Firma Thomas Jann Orgelbau umfassend restauriert und mit deutsch-romantischen und französisch-symphonischen Klangfarben erweitert. Die Veränderungen von 1962 wurden weitgehend rückgängig gemacht, die pneumatische Traktur jedoch nicht rekonstruiert. Anstelle des 1962 hinzugefügten neobarocken Positives wurde ein Bombardwerk mit Horizontalzungen eingebaut.

## Disposition
Die Orgel hat aktuell 5261 Pfeifen und 69 Register, verteilt auf vier Manuale und Pedal. Zusätzlich gibt es 6 Extensionen, 4 Transmissionen aus den Manualwerken in das Pedal und drei Gruppenzüge. Das Instrument besitzt elektropneumatische Traktur.
| I Grand Orgue C–c4 |                   |        |     |
| 01.                | Prinzipal         | 16’    | (h) |
| 02.                | Bordun            | 16’    | (h) |
| 03.                | Majorprinzipal    | 08’    | (h) |
| 04.                | Minorprinzipal    | 08’    | (h) |
| 05.                | Seraphon Gedackt  | 08’    | (h) |
| 06.                | Fugara            | 08’    | (h) |
| 07.                | Gemshorn          | 08’    | (h) |
| 08.                | Rohrflöte         | 08’    | (h) |
| 09.                | Quinte            | 5 1⁄3’ |     |
| 10.                | Octav             | 04’    | (h) |
| 11.                | Flûte harmonique  | 04’    | (h) |
| 12.                | Terz              | 3 1⁄5’ |     |
| 13.                | Quinte            | 2 ⁄3’  | (h) |
| 14.                | Octav             | 02’    | (h) |
| 15.                | Terz              | 1 3⁄5’ | (h) |
|                    | Kornett V         | 08’    |     |
| 16.                | Großmixtur III-IV | 2 ⁄3’  |     |
| 17.                | Mixtur IV-V       | 02’    |     |
| 18.                | Bombarde          | 16’    |     |
| 19.                | Trompete          | 08’    | (h) |
| 20.                | Horn              | 08’    |     |
| 21.                | Clairon           | 04’    |     |
|                    | Tremulant         |        |     |

| II Positiv expressif C–c4 |                                |        |     |
| 22.                       | Bordun                         | 16’    | (h) |
|                           | Gamba (Ext. Nr. 25)            | 16’    |     |
| 23.                       | Prinzipal                      | 08’    | (h) |
| 24.                       | Seraphon Flöte                 | 08’    | (h) |
| 25.                       | Gamba                          | 08’    | (h) |
| 26.                       | Vox coelestis                  | 08’    | (h) |
| 27.                       | Quintatön                      | 08’    | (h) |
|                           | Lieblichgedackt (Ext. Nr. 22)0 | 08’    |     |
| 28.                       | Octav                          | 04’    | (h) |
| 29.                       | Flauttraverso                  | 04’    | (h) |
|                           | Gamba (Ext. Nr. 25)            | 04’    |     |
| 30.                       | Nasard                         | 2 ⁄3′  |     |
| 31.                       | Quintgamba                     | 2 ⁄3’  |     |
| 32.                       | Piccolo                        | 02’    | (h) |
|                           | Gamba (Ext. Nr. 25)            | 02’    |     |
| 33.                       | Tierce                         | 1 3⁄5’ |     |
| 34.                       | Terzgamba                      | 1 3⁄5’ |     |
|                           | Gambenchor V                   | 08’    |     |
|                           | Kornett V                      | 08’    |     |
| 35.                       | Plein-jeu V-VI                 | 2 ⁄3’  |     |
| 36.                       | Cor anglais                    | 16’    |     |
| 37.                       | Tuba mirabilis                 | 08’    | (h) |
| 38.                       | Trompete                       | 08’    | (h) |
| 39.                       | Clarinette                     | 08’    | (h) |
|                           | Tremulant                      |        |     |

| III Récit expressif C–c4 |                             |       |     |
| 40.                      | Quintatön                   | 16’   |     |
| 41.                      | Geigenprinzipal             | 08’   | (h) |
| 42.                      | Flûte harmonique            | 08’   | (h) |
| 43.                      | Violine                     | 08’   | (h) |
| 44.                      | Unda maris                  | 08’   | (h) |
| 45.                      | Zartgedackt                 | 08’   | (h) |
| 46.                      | Salicional                  | 08’   | (h) |
| 47.                      | Octav                       | 04’   |     |
| 48.                      | Rohrflöte                   | 04’   | (h) |
| 49.                      | Fugara                      | 04’   | (h) |
| 50.                      | Flageolet                   | 02'   | (h) |
| 51.                      | Progressio harmonique III-V | 2 ⁄3’ |     |
| 52.                      | Bombarde                    | 16’   |     |
| 53.                      | Trompette harmonique0       | 08’   |     |
| 54.                      | Basson Hautbois             | 08’   |     |
| 55.                      | Oboe                        | 08’   | (h) |
| 56.                      | Vox humana                  | 08’   | (h) |
| 57.                      | Clairon harmonique          | 04’   |     |
|                          | Tremulant                   |       |     |

| IV Clavier bombarde C–c4 |                                    |        |
| 58.                      | Bombarde en chamade                | 16’    |
|                          | Trompette en chamade (Ext. Nr. 58) | 08’    |
|                          | Trompette en chamade (Ext. Nr. 58) | 5 1⁄3’ |
|                          | Clairon en chamade (Ext. Nr. 58)   | 04’    |

| Pédale C–g3 |                              |     |     |
| 59.         | Untersatz                    | 32’ | (h) |
| 60.         | Majorbass                    | 16’ | (h) |
|             | Minorbass (= Nr. 1)          | 16’ |     |
| 61.         | Subbass                      | 16’ | (h) |
|             | Gamba (Ext. Nr. 25)          | 16’ |     |
|             | Bordun (= Nr. 22)            | 16’ |     |
| 62.         | Oktavbass                    | 08’ | (h) |
| 63.         | Gedacktbass                  | 08’ |     |
| 64.         | Cello                        | 08’ | (h) |
|             | Zartgedackt (Ext. Nr. 22)    | 08’ |     |
| 65.         | Flûte                        | 04’ |     |
|             | Choralbass (Ext. Nr. 62)     | 04’ |     |
|             | Contrabombarde (Ext. Nr. 66) | 32’ |     |
| 66.         | Posaune                      | 16’ | (h) |
| 67.         | Fagott                       | 16’ |     |
| 68.         | Tuba                         | 08’ | (h) |
| 69.         | Clairon                      | 04’ | (h) |

- Koppeln:
  - Normalkoppeln: P/I, II/I, III//I, IV/I, III/II, IV/II, IV/III, I/P, II/P, III/P, IV/P
  - Suboktavkoppeln: II/I, III/I, II/II, III/II, III/III
  - Superoktavkoppeln: II/I, III/I, II/II, III/II, III/III, I/P, II/P, III/P
- Spielhilfen:
  - Setzeranlage: mit 4995 Speicherplätzen, Tutti
  - ein 3. Balanciertritt dient wahlweise als Registerschweller (mit 2 verschiedenen Programmierungen: C1, C2) oder als Tritt für das separat schwellbare Horn (20)
  - der Spieltisch besitzt eine MIDI-Schnittstelle, mit der das Orgelspiel aufgezeichnet und wiedergegeben werden kann.
- Anmerkungen

(h) Register von 1912, restauriertes oder rekonstruiertes Register
1. ↑  Gruppenzug für die Register Nr. 8, 11, 13, 14, 15.
2. ↑  Gruppenzug für Register Gamba 16’ + 8’ + 4’ + 2’ + Nr. 31 + 34.
3. ↑  Gruppenzug für Lieblichgedackt 8’ und Nr. 29, 30, 32, 33.
4. ↑  Die 4 Register des Bombardwerks werden aus einer Pfeifenreihe (84 Pfeifen) gebildet.

## Concours international d’orgue de Dudelange
Im Rahmen des Musikfestivals Festival International de Musique d’Orgue Dudelange (FIMOD) wird seit 2007 an der Stahlhuth-Orgel in Düdelingen der internationale Orgelwettbewerb Concours international d’orgue de Dudelange ausgetragen. Dieser Wettbewerb findet alle zwei Jahre statt. Es werden jeweils drei Preisträger in den Kategorien „Improvisation“ und „Interpretation“ ermittelt.